# Raffaellino da Reggio
Raffaello Motta, conocido como Raffaellino da Reggio (Codemondo, 1550 – Roma, 1578), fue un pintor italiano. Asimiló el estilo de Taddeo Zuccaro y desarrolló rasgos personales. En los últimos tres años de su vida, trabajó junto a Lorenzo Sabbatini en el Vaticano por encargo de Gregorio XIII. Murió en 1578 aquejado de una fiebre que sería documentada por el pintor manierista e historiador Giovanni Baglione, el cual calificó en sus escritos la temprana muerte de Raffaellino como una importante pérdida para el arte.

## Biografía
Nació en Codemondo, Reggio Emilia. Era hijo de un constructor. Trabajó con un artista de creación de medallas Con toda probabilidad, fue alumno de Lelio Orsi en Novellara. Fantini relata que pintó fachadas en Reggio Emilia y en Guastalla, donde trabajó para Cesare Gonzaga. 
En 1570 se hallaba en Roma realizando un encargo para el cardenal Hipólito II de Este. En Roma siguió, inicialmente, los modelos manieristas. Entre 1574 y 1575 trabajó en la Villa Farnesio de Caprarola como ayudante de Giovanni de Vecchi, y en la Iglesia de San Silvestre al Quirinal, adaptándose a los modelos decorativos del ambiente romano. En estos sitios pinta en la Sala del Mappamondo y en la Camera degli Angeli.
También pintó frescos para el Oratorio del Gonfalone, incluyendo una imagen de Cristo ante Caifás. Pintó el Martirio de los cuatro santos coronados para la capilla de San Silvestre de la iglesia de los Cuatro Santos Coronados de Roma. En los últimos tres años de su corta vida trabajó ampliamente en el Vaticano junto al artista boloñés Lorenzo Sabbatini en encargos de Gregorio XIII. Parece ser que también trabajó en el Palacete Gambara, en la Villa Lante en Bagnaia, cerca de Viterbo.
En su conjunto, su trabajo en Roma muestra un enfoque ecléctico asumiendo, a menudo pero no siempre, rasgos estilísticos de un tardío Taddeo Zuccaro (trabajó a veces junto a Federico Zuccaro, el hermano menor de Taddeo).
Dos de sus escasas pinturas al óleo, Tobías y el Ángel (Roma, Galleria Borghese) y Diana y Acteón, sugieren un ideal estilístico relacionado con el de Correggio.
Otra de sus escasas pinturas al óleo es la Sagrada Familia (Varsovia, museo).
Murió prematuramente en Roma en 1579 con cerca de 28 años de edad, afectado, según Giovanni Baglione, por una "fiebre maligna". En su biografía del artista, Baglione dijo que si un hombre del talento de Raffaellino hubiera vivido más tiempo, habría hecho cosas increíbles. Esta estimación, del gran potencial artístico de Raffaello, ha ganado adeptos con el tiempo.